# Street Hoops
Ne doit pas être confondu avec Street Hoop ou Street Hop.
Street Hoops est un jeu vidéo de basket-ball développé par Black Ops Entertainment et édité par Activision, sorti en 2002 sur GameCube, PlayStation 2, Xbox et Zodiac.

## Accueil
- Jeux vidéo Magazine : 8/20[1]